# Pastis

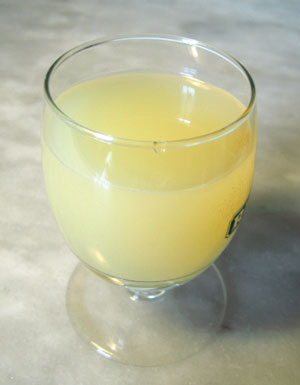
Egy pohár hígított pastis

A pastis ánizs ízű, aperitifként fogyasztott, francia szeszes ital. Jellemzően 40–45% alkoholtartalmú. Ízét főként csillagánizs és édesgyökér adja. Általában likőrként ismerik, de azoknál – édes összetevői miatt – gyakran kevesebb cukrot tartalmaz, vagy cukormentes.

## Története
A pastis a Franciaországban 1914-ben betiltott abszint egyik utódjának tekinthető. Az első világháború után, 1920-ban a francia kormány újra engedélyezte az ánizsos italok gyártását legfeljebb 30%, majd 1922-től 40% alkoholtartalommal. A különböző gyártók – köztük a korábban abszintjáról világhírű Pernod Fils utódja – ánizsos italok gyártásába kezdtek, melyeket különböző más növényekkel, például édesköménnyel, édesgyökérrel és csillagánizzsal is ízesítettek.
1932-ben Paul Ricard megalapította a Ricard-t, és az ánizsos italok egy általa pastisnak elnevezett változatát gyártotta, mely főleg csillagánizst, ánizst és édesgyökeret tartalmazott.
A két nagy rivális, a Pernod és a Ricard 1975-ben Pernod Ricard néven egyesült. A cég ma a Pernod ánizslikőrt és a Ricard pastist egyaránt forgalmazza, ízük azonban a piackutatások hatására sokat változott. Töretlen népszerűségük ellenére nem tartoznak a legelismertebbek közé. A Pernod 1951-ben dobta piacra a Pernod 51-et, melyet ma Pastis 51-ként árusítanak.
Egyéb ismert márkák a Duval, a Casanis, a Berger és a Janot. A prémium márkák sokszor manufaktúrákban készülnek, mint például a Henri Bardouin. Az 1990-es években a franciák 40%-a átállt a „gazdaságos” márkák fogyasztására.
A Pernod Ricard felmérései szerint Franciaországban évi 130 millió liter pastist fogyasztanak, ami fejenként több mint 2 litert jelent.
Franciaországon kívül is készül pastis, például a kaliforniai Charbay.

## Összetevői
A hatályos törvények szerint a pastis olyan ánizsízesítésű szeszes ital, amely az édesgyökér természetes kivonatát, is tartalmazza, legalább 40% az alkoholtartalma, és legfeljebb 100 g/l cukor adható hozzá. A pastis készítésekor eredetileg közvetlenül a fűszerekkel ízesítették az alkoholt, az 1970-es évektől kezdődően azonban a legtöbb gyártó áttért a gőzdesztillált illóolajok és aromák használatára, ami nagyban csökkenti az előállítási költségeket, viszont egyben szegényesebb ízvilágot is eredményez, mint a fűszerek közvetlen használata.
Habár az abszint közvetett utódjának tekinthető, régi elődjétől sokban különbözik. Nem tartalmazza a létrejöttekor tiltott fehér ürömfüvet, melyről az abszintot elnevezték. Ánizsos ízét az ázsiai eredetű csillagánizstól kapja, míg az abszint az európai ánizstól. Ízében jelentős szerepet játszik egy másik ázsiai növény, az édesgyökér, melyet az abszinthoz csak alkalmanként, és kisebb mennyiségben használnak. Alkoholtartalma palackozáskor 40-50%, szemben a hagyományos abszintok 45-74%-os erősségével. Végül, a pastist általában hozzáadott cukorral palackozzák.

## Szervírozás
A pastist fogyasztás előtt általában vízzel hígítják. Legtöbbször egy rész pastist kevernek öt rész vízzel, bár gyakran tiszta pastist szolgálnak fel egy kancsó vízzel, hogy mindenki saját ízlése szerint keverhesse. A vízzel való keverés eredménye, azon túl, hogy az ital alkoholtartalma csökken, az, hogy a vízben nem oldódó illóolajok miatt az ital színe opálossá válik (louche-hatás). Az italt mindig hidegen fogyasztják, és tipikus nyári frissítőnek számít. Gyakran szervírozzák jégkockákkal, amit általában a víz után adnak az italhoz, hogy megakadályozzák az abban található anetol kikristályosodását. Sok pastis-fogyasztó viszont nem hajlandó jeget adni az italához, és azt jobban szereti tiszta ásványvízzel hígítani.
Bár Franciaország egész területén fogyasztják – elsősorban nyáron – a pastist leginkább Délkelet-Franciaországgal és a Provence-i életmóddal hozzák összefüggésbe. Különösen Marseille városában fogyasztják előszeretettel, ahol Pastaga az ital beceneve.

## Pastis alapú koktélok
Néhány koktél, ami pastist és különféle szirupokat tartalmaz:
- Mauresque ('Móros') - pastis orgeat[6] sziruppal
- Perroquet ('Papagáj') - pastis zöld mentasziruppal
- Tomate ('Paradicsom') - pastis grenadinsziruppal
- Cornichon ('Savanyú uborka') - pastis banánsziruppal
- Death in the afternoon ('Délutáni halál', Ernest Hemingway találmánya, eredetileg abszintból) - pastis pezsgővel
- Időnként használják a szintén abszintból készült Bunny Hug modern változatához is.

## Fordítás
- Ez a szócikk részben vagy egészben a Pastis című angol Wikipédia-szócikk ezen változatának fordításán alapul.  Az eredeti cikk szerkesztőit annak laptörténete sorolja fel. Ez a jelzés csupán a megfogalmazás eredetét és a szerzői jogokat jelzi, nem szolgál a cikkben szereplő információk forrásmegjelöléseként.
- Ez a szócikk részben vagy egészben a Pastis című francia Wikipédia-szócikk ezen változatának fordításán alapul.  Az eredeti cikk szerkesztőit annak laptörténete sorolja fel. Ez a jelzés csupán a megfogalmazás eredetét és a szerzői jogokat jelzi, nem szolgál a cikkben szereplő információk forrásmegjelöléseként.

## Külső hivatkozások
- Pastis... The history Archiválva 2020. december 25-i dátummal a Wayback Machine-ben. La Maison du Pastis (The Pastis House, Marseille). Accessed March 25, 2010.
- « Ricard regagne du terrain dans la guerre du pastis », Le Figaro, 11 août 2006
- Nemzeti italok - A pastis